# Бирюков, Виктор Васильевич
Ви́ктор Васи́льевич Бирюко́в (1 января 1955, Рыбно-Слободский район, Татарская АССР, СССР) — советский и российский футболист. Наиболее известен как игрок калининградской «Балтики». Рекордсмен по количеству игр за клуб — 545 игр (554 с учётом Кубка). Ныне детский футбольный тренер. Мастер спорта СССР.

## Карьера
Воспитанник группы подготовки клуба «Балтики». В 1977-78, 1980—1993 и 1994—1995 годах выступал на позиции защитника за «Балтику», в составе которой провел 554 матча и забил 16 мячей. В настоящее время работает в СДЮСШОР-5 города Калининград. Имеет лицензию категории «D».
В начале сезона 1995 был игроком основного состава команды в возрасте 40 лет, а 9 октября того же года обслуживал игру «Балтики» в качестве судьи на линии. Эту игру «Балтика» проиграла «Чкаловцу» из Новосибирска 1:2.

## Достижения
- Победитель зональных турниров 2-й лиги СССР/России (2 раза) : 1984, 1992
- Бронзовый призёр зональных турниров 2-й лиги СССР (1 раз) : 1987